# Persone di nome Sigismondo
| Questa pagina contiene informazioni ricavate automaticamente dalle voci biografiche con l'ausilio del template Bio e di un bot. L'aggiornamento è periodico e automatico e ricostruisce completamente la pagina. Se manca una persona in questa lista, sei pregato di non aggiungerla, ma accertati piuttosto che la sua voce biografica contenga il template Bio e che i dati anagrafici siano correttamente compilati. Se il template Bio manca, inseriscilo tu stesso o, in alternativa, metti l'avviso {{tmp\|Bio}} che ne segnala la mancanza. Se i dati riportati sono sbagliati, correggi direttamente la voce biografica; le modifiche saranno visibili in questa lista entro pochi giorni. Per chiarimenti vedi il progetto antroponimi. La lista contiene solo le 72 persone che sono citate nell'enciclopedia e per le quali è stato implementato correttamente il template Bio. Pagina aggiornata al 6 ago 2025. |

Questa è una lista di persone presenti nell'enciclopedia che hanno il nome Sigismondo, suddivise per attività principale.

## Architetti(1)
- Sigismondo Martini, architetto e pittore italiano (Crema, n. 1883 - Milano, † 1959)

## Arcivescovi cattolici(1)
- Sigismondo Felice Feliński, arcivescovo cattolico e santo polacco (Vojutyn, n. 1822 - Cracovia, † 1895)

## Artigiani(1)
- Sigismondo Alberghetti, artigiano italiano (Venezia - Venezia, † 1702)

## Cardinali(3)
- Sigismondo Chigi, cardinale italiano (Roma, n. 1649 - Roma, † 1678)
- Sigismondo Gonzaga, cardinale italiano (Mantova, n. 1469 - Mantova, † 1525)
- Sigismondo Pappacoda, cardinale e vescovo cattolico italiano (Napoli, n. 1456 - Napoli, † 1536)

## Compositori(1)
- Sigismondo d'India, compositore italiano (Palermo - Modena, † 1629)

## Condottieri(6)
- Sigismondo Brandolini, condottiero italiano
- Sigismondo I Gonzaga, condottiero italiano (n. 1499 - † 1530)
- Sigismondo II Gonzaga, condottiero italiano (n. 1530 - Mantova, † 1567)
- Sigismondo Pandolfo Malatesta, condottiero italiano (Brescia, n. 1417 - Rimini, † 1468)
- Sigismondo II Malatesta, condottiero italiano (n. 1502 - Venezia, † 1555)
- Sigismondo I Malatesta, condottiero italiano (Rimini, n. 1498 - Reggio Emilia, † 1543)

## Francescani(1)
- Sigismondo Damiani, francescano e militare italiano (Ripatransone, n. 1880 - San Liberato, † 1944)

## Funzionari(1)
- Sigismondo Moll, funzionario austriaco (Thalgau, n. 1758 - Villa Lagarina, † 1826)

## Generali(1)
- Sigismondo de' Rossi, generale e condottiero italiano (San Secondo Parmense, n. 1524 - † 1580)

## Giuristi(3)
- Sigismondo Arquer, giurista e letterato spagnolo (Cagliari, n. 1530 - Toledo, † 1571)
- Sigismondo Cati, giurista e ambasciatore italiano (Ferrara - Ferrara)
- Sigismondo Scaccia, giurista italiano (Camerata, n. 1564 - Roma, † 1634)

## Ingegneri(1)
- Sigismondo Montani, ingegnere e politico italiano (Teramo, n. 1903 - Teramo, † 1972)

## Matematici(1)
- Sigismondo Fanti, matematico e astronomo italiano (Ferrara - Ferrara)

## Medici(2)
- Sigismondo Polcastro, medico italiano (Vicenza, n. 1384 - Padova, † 1473)
- Sigismondo De Bosniaski, medico polacco (Krosno, n. 1837 - San Giuliano Terme, † 1921)

## Nobili(18)
- Zsigmond Báthory, nobile rumeno (Oradea, n. 1572 - Praga, † 1613)
- Sigismondo Calchi, nobile, politico e giurista italiano (Milano, n. 1626 - Milano, † 1711)
- Sigismondo Cantelmo, nobile e condottiero italiano (Alvito - Ferrara, † 1519)
- Sigismondo Chigi della Rovere, IV principe di Farnese, nobile, economista e poeta italiano (Roma, n. 1736 - Padova, † 1793)
- Sigismondo II d'Este, nobile italiano (n. 1493 - Pavia, † 1561)
- Sigismondo I d'Este, nobile italiano (Ferrara, n. 1433 - Ferrara, † 1507)
- Sigismondo d'Este, nobile italiano (n. 1480 - † 1524)
- Sigismondo III Gonzaga, nobile italiano (n. 1625 - Mantova, † 1694)
- Sigismondo Antonio Manci, nobile e presbitero italiano (Trento, n. 1734 - Trento, † 1817)
- Sigismondo di Bayreuth, nobile tedesco (n. 1468 - † 1495)
- Sigismondo di Baviera, nobile tedesco (n. 1439 - Castello di Blutenburg, † 1501)
- Sigismondo Leopoldo d'Asburgo-Lorena, nobile (Milano, n. 1826 - Vienna, † 1891)
- Sigismondo Thun, nobile italiano (n. 1487 - Ton, † 1569)
- Sigismondo III d'Este, nobile (n. 1647 - Parma, † 1732)
- Sigismondo d'Este, nobile italiano (Torino, n. 1572 - Torino, † 1628)
- Sigismondo I de Luna, nobile, politico e militare italiano (Palermo, † 1480)
- Sigismondo II de Luna, nobile e militare italiano (Roma, † 1530)
- Sigismondo di Prussia, nobile tedesco (Kiel, n. 1896 - Puntarenas, † 1978)

## Patrioti(1)
- Sigismondo Castromediano, patriota, archeologo e letterato italiano (Cavallino, n. 1811 - Cavallino, † 1895)

## Pittori(9)
- Sigismondo Betti, pittore italiano (Firenze, n. 1700 - Firenze, † 1778)
- Sigismondo Caula, pittore italiano (Modena, n. 1637 - Modena, † 1724)
- Sigismondo Coccapani, pittore e architetto italiano (Firenze, n. 1583 - Firenze, † 1643)
- Sigismondo De Magistris, pittore italiano (Como)
- Sigismondo Foschi, pittore italiano (Faenza)
- Sigismondo Nardi, pittore italiano (Porto San Giorgio, n. 1866 - Porto San Giorgio, † 1924)
- Sigismondo Scarsella, pittore e architetto italiano (Ferrara - † 1614)
- Sigismondo Nappi, pittore italiano (Milano, n. 1804 - Milano, † 1832)
- Sigismondo de Stefani, pittore italiano († 1574)

## Presbiteri(1)
- Sigismondo Gorazdowski, presbitero polacco (Sanok, n. 1845 - Leopoli, † 1920)

## Principi(2)
- Sigismondo Chigi Albani della Rovere, VI principe di Farnese, principe italiano (Roma, n. 1798 - Roma, † 1877)
- Sigismondo Chigi Albani della Rovere, IX principe di Farnese, principe italiano (Roma, n. 1894 - Roma, † 1982)

## Scrittori(2)
- Sigismondo Boldoni, scrittore e poeta italiano (Bellano, n. 1597 - Pavia, † 1630)
- Sigismondo Marchesi, scrittore e storico italiano (Forlì, n. 1625 - Forlì, † 1695)

## Sovrani(5)
- Sigismondo, sovrano e santo burgundo (presso Orléans)
- Sigismondo I Jagellone, re (Kozienice, n. 1467 - Cracovia, † 1548)
- Sigismondo II Augusto di Polonia, re polacco (Cracovia, n. 1520 - Knyszyn, † 1572)
- Sigismondo III di Polonia, re svedese (Castello di Gripsholm, n. 1566 - Varsavia, † 1632)
- Sigismondo di Lussemburgo, sovrano (Norimberga, n. 1368 - Znojmo, † 1437)

## Storici(1)
- Sigismondo I Bertacchi, storico italiano (Camporgiano, n. 1564 - Castelnuovo di Garfagnana, † 1635)

## Umanisti(1)
- Sigismondo de' Conti, umanista e storico italiano (Foligno, n. 1432 - Roma, † 1512)

## Vescovi cattolici(7)
- Sigismondo Brandolini Rota, vescovo cattolico italiano (San Cassiano del Meschio, n. 1823 - Ceneda, † 1908)
- Sigismondo Carlo Castelbarco, vescovo cattolico italiano (Loppio, n. 1661 - Chiemsee, † 1708)
- Sigismondo Donati, vescovo cattolico e diplomatico italiano (Correggio, n. 1552 - Ascoli Piceno, † 1641)
- Sigismondo Gambacorta, vescovo cattolico italiano (Napoli, n. 1573 - Cerreto Sannita, † 1636)
- Sigismondo Francesco d'Austria, vescovo cattolico austriaco (Innsbruck, n. 1630 - Innsbruck, † 1665)
- Sigismondo Alfonso Thun, vescovo cattolico italiano (Ton, n. 1621 - Trento, † 1677)
- Sigismondo Tudisi, vescovo cattolico dalmata (Ragusa di Dalmazia, n. 1692 - † 1760)

## Senza attività specificata(2)
- Sigismondo IV Gonzaga, marchese (n. 1702 - Venezia, † 1779)
- Sigismondo d'Austria, duca (Innsbruck, n. 1427 - Innsbruck, † 1496)